# Wileroltigen
Wileroltigen (en français Ostranges, peu usité) est une commune suisse du canton de Berne, située dans l'arrondissement administratif de Berne-Mittelland.

Photo aérienne (1962)

## Population et société

### Surnom
Les habitants de la commune sont surnommés d'Tennstorrugger, soit ceux qui font grincer les portes des granges en dialecte alémanique bernois.